# Chiesa dei Santi Lorenzo e Vito
La chiesa dei Santi Lorenzo e Vito è la parrocchiale a Gradizza, frazione di Copparo, in provincia di Ferrara. Risale al XII secolo.

## Storia
San Vito ebbe la dedicazione di una chiesa a Gradizza che fu edificata nel XII secolo.
Nel 1450 enormi problemi strutturali ne determinarono il crollo parziale quindi il primo edificio venne completamente demolito poiché pericolante.
Durante il XV secolo il vescovo di Ferrara Giovanni Tavelli si recò sul luogo in visita pastorale e segnalò l'unione tra le due parrocchie dei santi Modesto e Vito di Gradizza e di San Lorenzo di Gradizola a formare la nuova parrocchia dei Santi Lorenzo e Vito.
L'edificio recente venne edificato nel XVIII secolo, tra gli anni 1762 e 1780. Il progetto è attribuito all'architetto Angelo Santini che potrebbe aver avuto la collaborazione anche di Antonio Foschini (che in quel momento forse ha lavorato anche alla vicina chiesa di San Michele Arcangelo a Saletta).
Un ciclo di restauri ha interessato la chiesa tra 1988 e 1989, con lavori sulla facciata, ed un altro è iniziato nel 2006.